# Illiopolis
Illiopolis é uma vila localizada no estado americano de Illinois, no Condado de Sangamon.

## Demografia
Segundo o censo americano de 2000, a sua população era de 916 habitantes.
Em 2006, foi estimada uma população de 853, um decréscimo de 63 (-6.9%).

## Geografia
De acordo com o United States Census Bureau tem uma área de
1,2 km², dos quais 1,2 km² cobertos por terra e 0,0 km² cobertos por água.

## Localidades na vizinhança
O diagrama seguinte representa as localidades num raio de 16 km ao redor de Illiopolis.